# Narraga pannonica
Narraga pannonica är en fjärilsart som beskrevs av András Vojnits 1977. Narraga pannonica ingår i släktet Narraga och familjen mätare. Inga underarter finns listade i Catalogue of Life.

## Bildgalleri

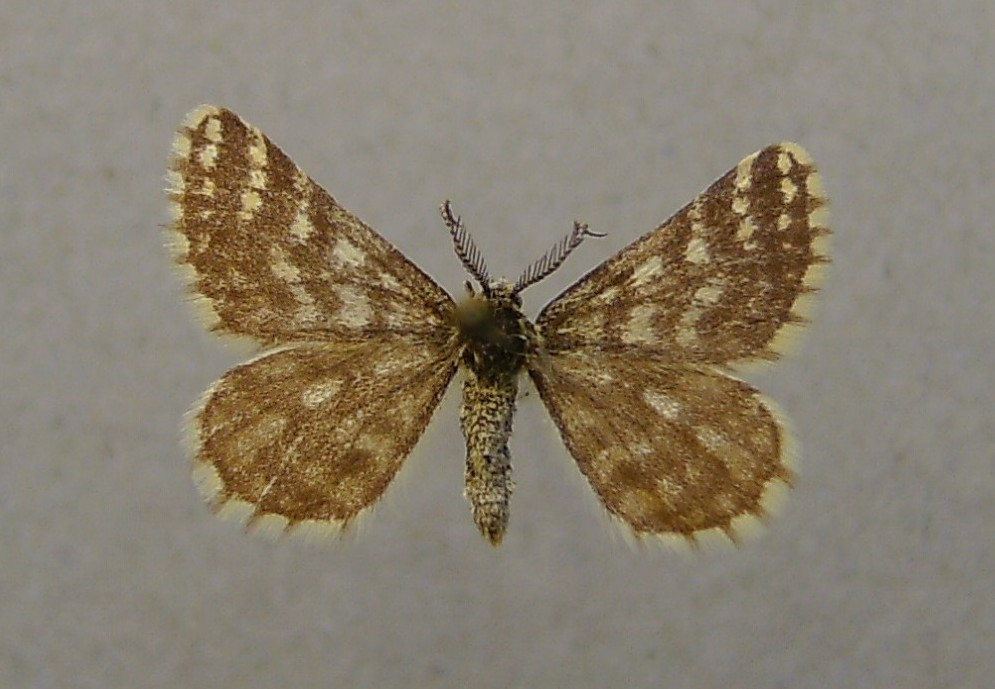